# SN 2005C
SN 2005C – supernowa typu Ib odkryta 11 stycznia 2005 roku w galaktyce A111529+6045. W momencie odkrycia miała maksymalną jasność 18,40m.